# Centrale nucleare di Lianyungang
La centrale nucleare di Lianyungang è una futura centrale nucleare cinese situata presso la città di Xinxu, nella provincia di Jiangsu, sorge vicino all'impianto di Tianwan. La centrale sarà equipaggiata con 4 reattori CPR1000. I lavori per il primo reattore dovrebbero iniziare nel 2011.